# Sarralbe

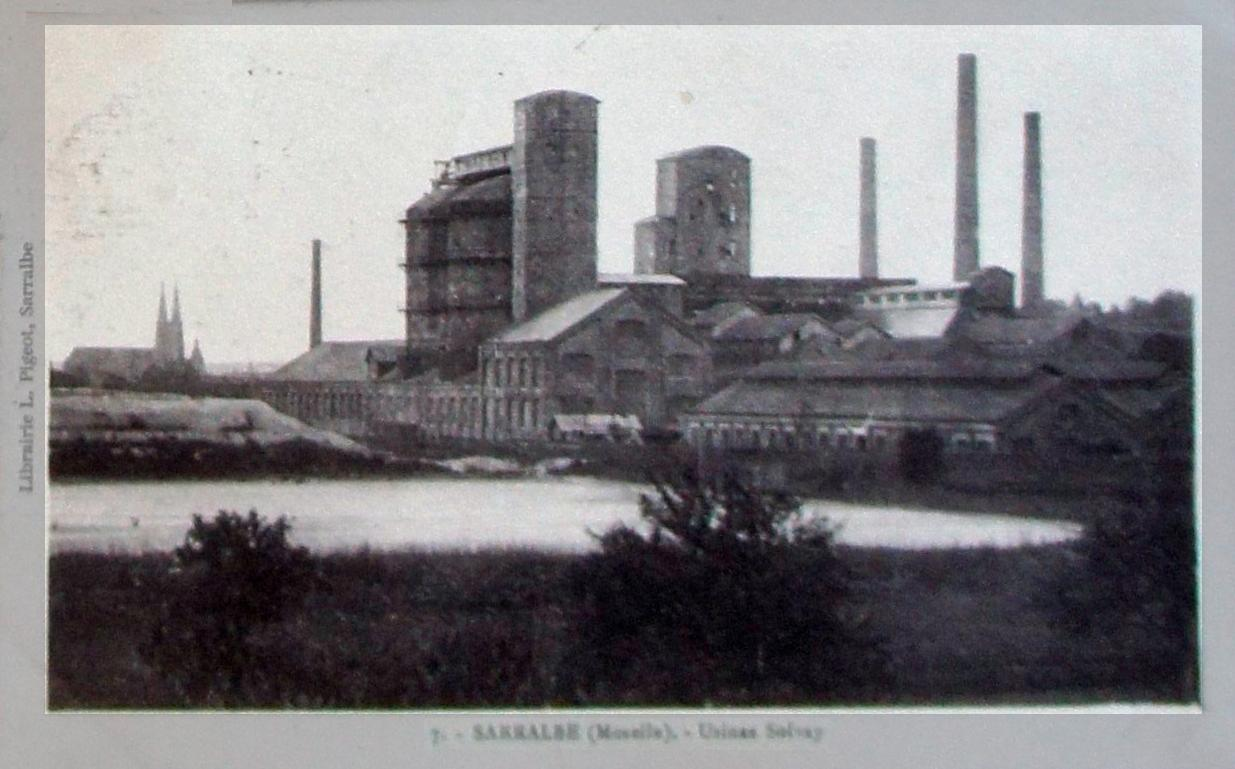
Solvay-Werk, 1924

Sarralbe [saʁalb] (deutsch Saaralben, lothringisch Alwe bzw. Saaralwe) ist eine französische Kleinstadt im Département Moselle in der Region Grand Est (bis 2015 Lothringen). Der Ort gehört zum Arrondissement Sarreguemines und ist Hauptort des Kantons Sarralbe. Sarralbe hat 4386 Einwohner (Stand 1. Januar 2022) auf 27,29 km² und ist hinter Saargemünd und Bitsch die drittgrößte Gemeinde des Arrondissements.
Die Einwohner nennen sich auf Französisch Sarralbigeois bzw. Sarralbenois, auf Deutsch Saaralbener und im örtlichen rheinfränkischen Dialekt Alwener. In dieser deutsch-lothringischen Regionalsprache werden die Saaralbener auch als Frösche-plumpser bezeichnet.

## Geografie

### Lage
Sarralbe liegt am rechten Ufer der Saar, an der Bahnstrecke Berthelming–Sarreguemines und nur wenige Kilometer entfernt der Autoroute A4 von Paris über Metz (ca. 75 Kilometer) nach Straßburg (ca. 90 Kilometer). Die Kleinstadt liegt an der Grenze zur Europäischen Gebietskörperschaft Elsass, nur acht Kilometer von Sarre-Union (deutsch Saarunion) entfernt. Nach Saarbrücken sind es etwa 30 Kilometer. Auf der Gemarkung der Gemeinde befinden sich der Koordinatenschnittpunkt 49° 0′ 0″ N, 7° 0′ 0″ O, die Querung des Saarkanals über die Albe und die Mündung der Albe in die Saar.

### Nachbargemeinden
Nachbargemeinden von Sarralbe sind Hambach im Norden, Willerwald im Nordosten, Herbitzheim und Keskastel im Osten, Harskirchen, Bissert und Hinsingen im Süden, Kirviller im Südwesten, Le Val-de-Guéblange und Holving im Westen sowie Richeling im Nordwesten.

### Ortsteile
Zu Sarralbe gehören die Wohnplätze Eich, Rech, Salzbronn und Le Haras (früher Die-Stuterei).

## Geschichte
Der Ort kommt schon 504 zur Römerzeit als Saravi-Alba vor.
Zwei Schenkungen an das Kloster Weißenburg aus den Jahren 712 und 713 in „Albe“ konnten dem heutigen Sarralbe zugeordnet werden. 1112 bestätigte Kaiser Heinrich V. dem Kloster Sankt Georgen im Schwarzwald eine frühere Schenkung. Als Stadt wurde Saaralben im 12. Jahrhundert befestigt, sie hieß noch 1200 „Alba“, 1215 „Alban“ und bekam erst ab 1474 den Zusatz „Saar-“. Die Stadtrechte wurden formal erst 1368 von Bischof Dietrich Bayer von Boppard verliehen. Bis zum 16. Jahrhundert gehörte die Stadt den Bischöfen von Metz. Sie befand sich danach in herzoglichem Besitz, bis sie 1766 Frankreich einverleibt wurde.
Im seit Mitte des 18. Jahrhunderts von Sarralbe geführten Stadtwappen symbolisieren die blauen Wellenbalken das Zusammentreffen der beiden Flüsse Saar und Albe, die Lothringerkreuze stehen für die Zugehörigkeit der Stadt zu Lothringen. 1608 trug das Wappen eine antike Lilie ohne Farbangabe.
Durch den Frankfurter Frieden vom 10. Mai 1871 kam die Region an Deutschland und Saaralben wurde dem Kreis Forbach im neu gebildeten Bezirk Lothringen, Reichsland Elsaß-Lothringen zugeordnet. Beim Ort gab es drei Salinen. Nach dem Ersten Weltkrieg musste die Region aufgrund der Bestimmungen des Versailler Vertrags 1919 an Frankreich abgetreten werden. Der Bezirk Lothringen blieb in seinem geografischen Ausmaß erhalten, wurde jedoch in Département Moselle umbenannt. Saaralben wurde in Sarralbe umbenannt. Im Zweiten Weltkrieg war die Region von der deutschen Wehrmacht besetzt. Im Spätherbst 1944 wurde der Ort von den Westalliierten eingenommen, und Saaralben wurde wieder in Sarralbe umbenannt.
Sarralbe war Knotenpunkt der zweigleisigen Eisenbahnstrecken Saarburg–Saargemünd und Sarralbe–Chambrey. Personenverkehr fand in Sarralbe zuletzt nur noch auf der Verbindung Sarre-Union–Sarralbe–Kalhausen–Saargemünd statt, die anderen Strecken wurden stillgelegt oder abgebaut.

### Bevölkerungsentwicklung
| Jahr      | 1962 | 1968 | 1975 | 1982 | 1990 | 1999 | 2007 | 2019 |
| Einwohner | 4210 | 4366 | 4600 | 4553 | 4487 | 4538 | 4613 | 4485 |

## Sehenswürdigkeiten
- Albe-Turm
- Bahnhöfe Sarralbe und Rech
- Forsthaus St. Hubertus, in der Nähe des Arboretums
- Neumühle
- Soldatenfriedhof
- Pfarrkirche St. Martin, auch Saar-Kathedrale genannt
- Heilige Dreifaltigkeitskirche in Eich
- Kirche St. Maria Magdalena in Rech
- Kapelle St. Wendelin in Salzbronn
- Lutherische Kapelle

Albe-Turm
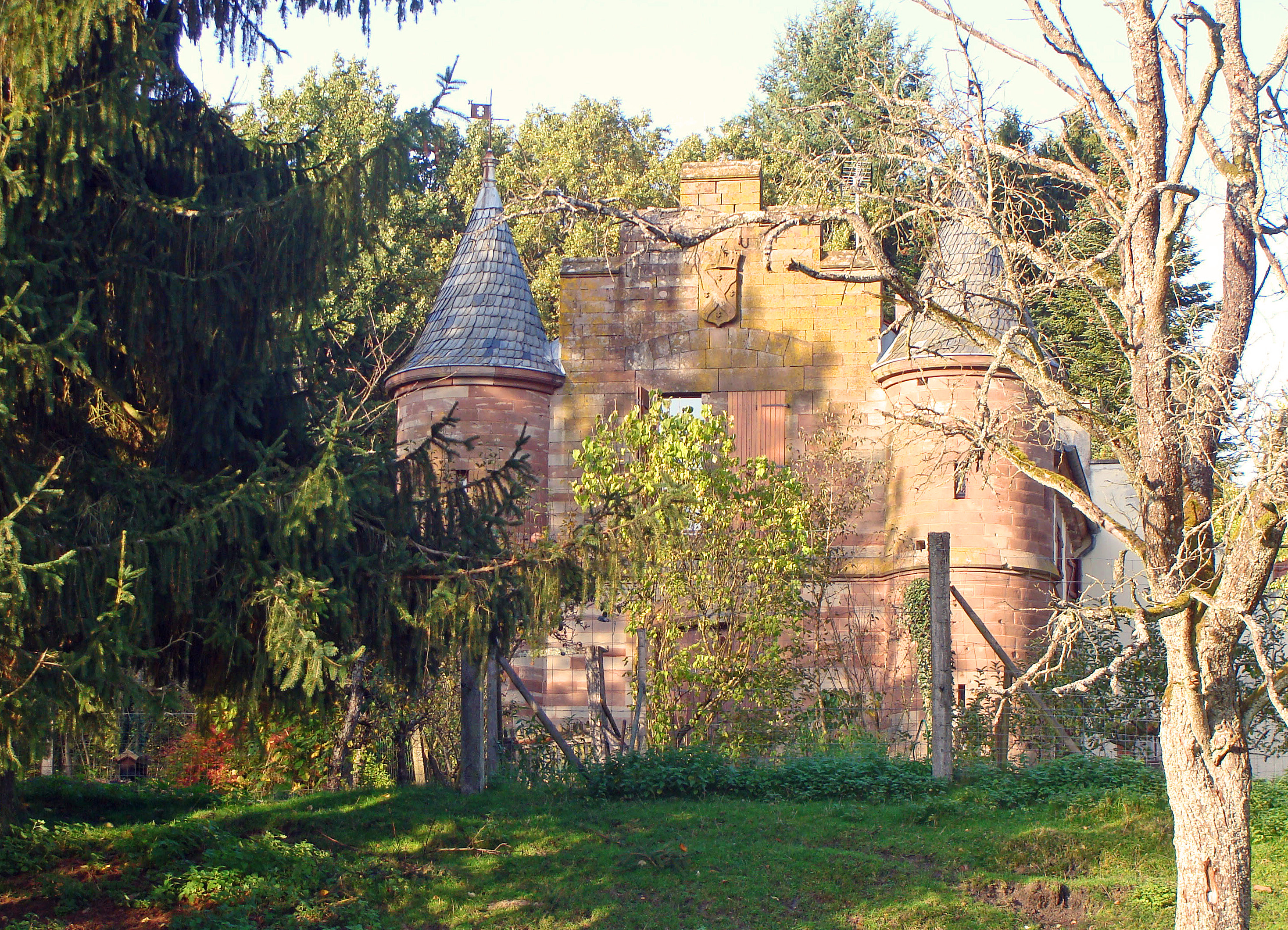
Forsthaus St. Hubertus
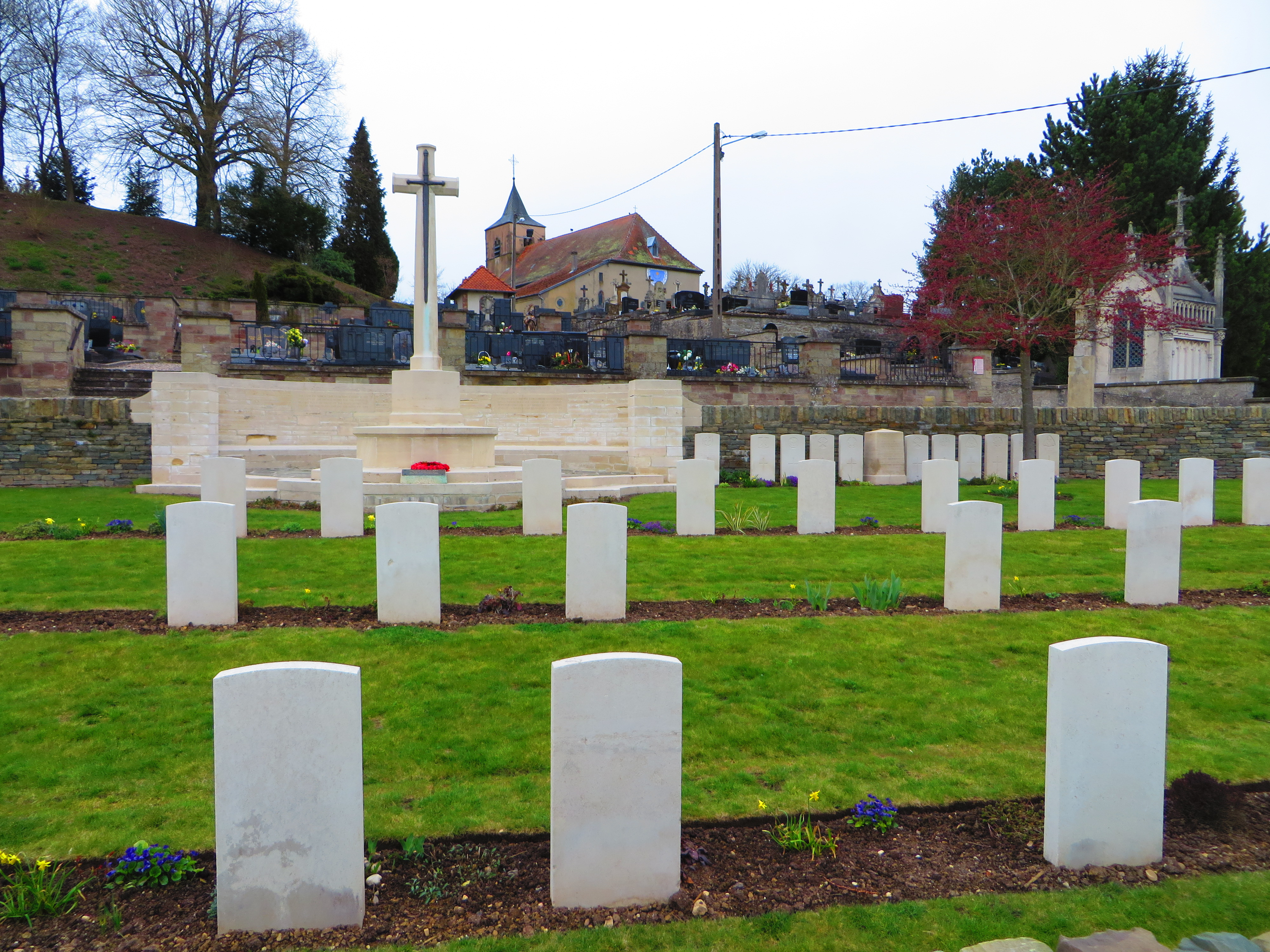
Soldatenfriedhof
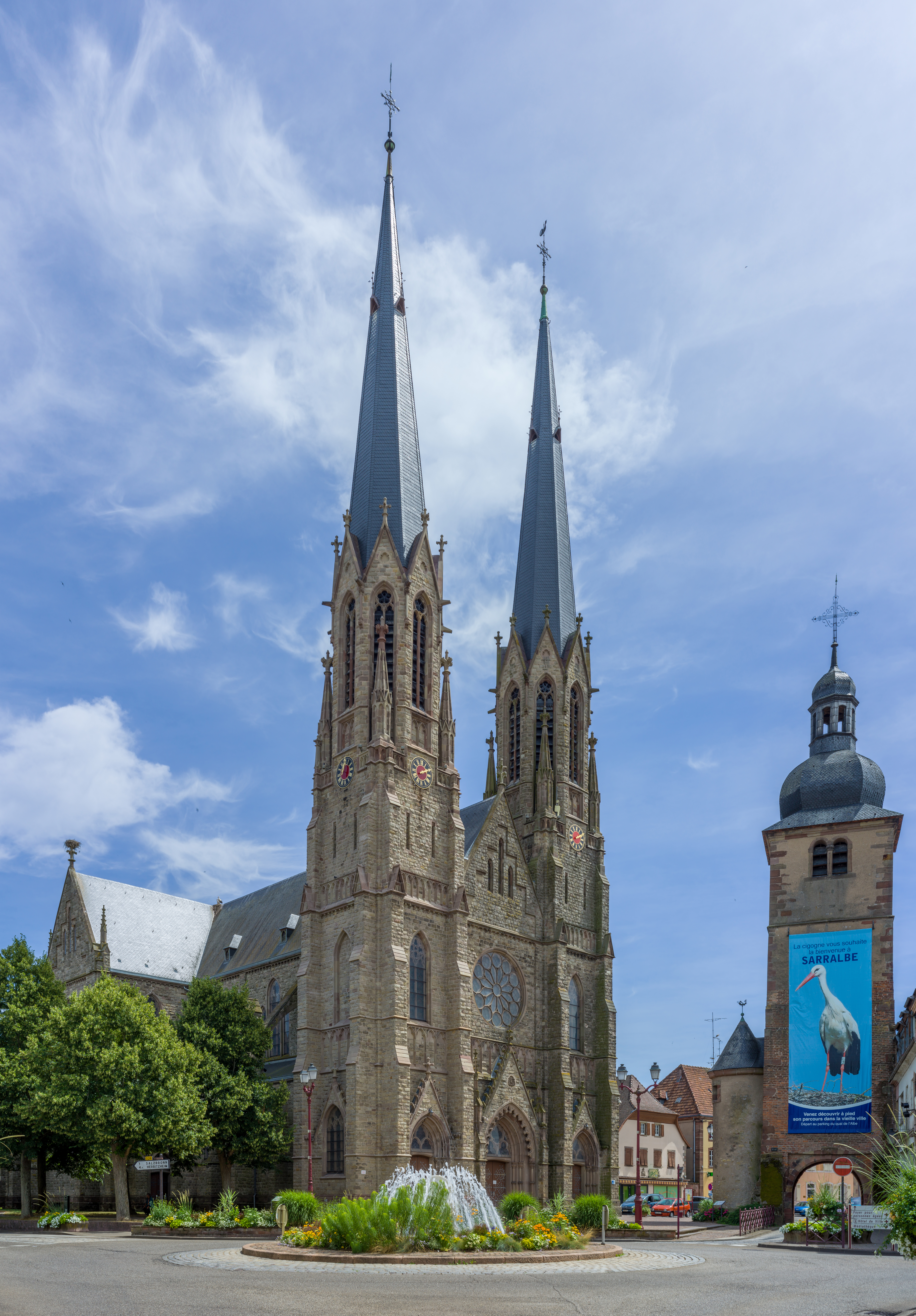
Kirche St. Martin
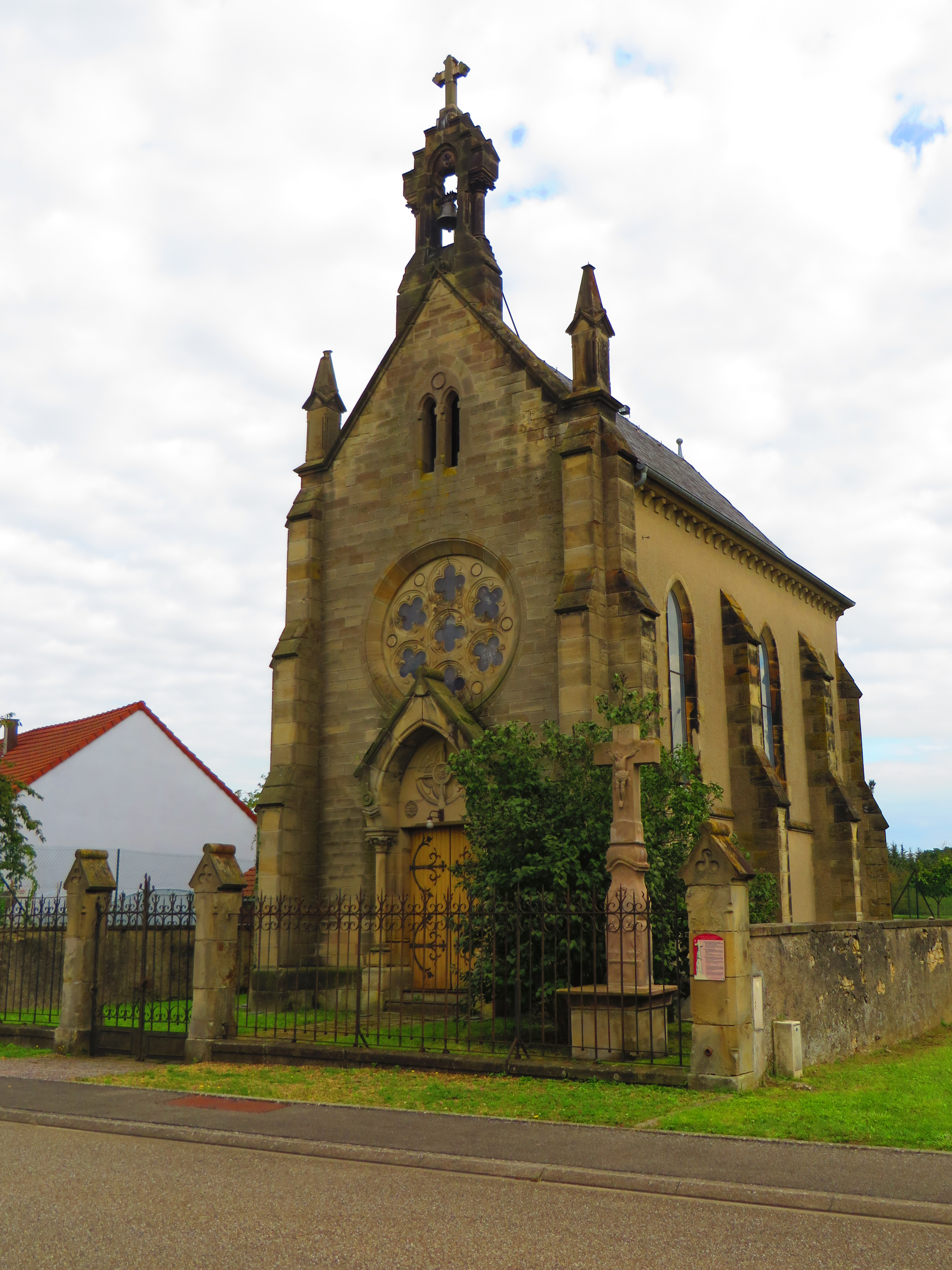
Kapelle St. Wendelin
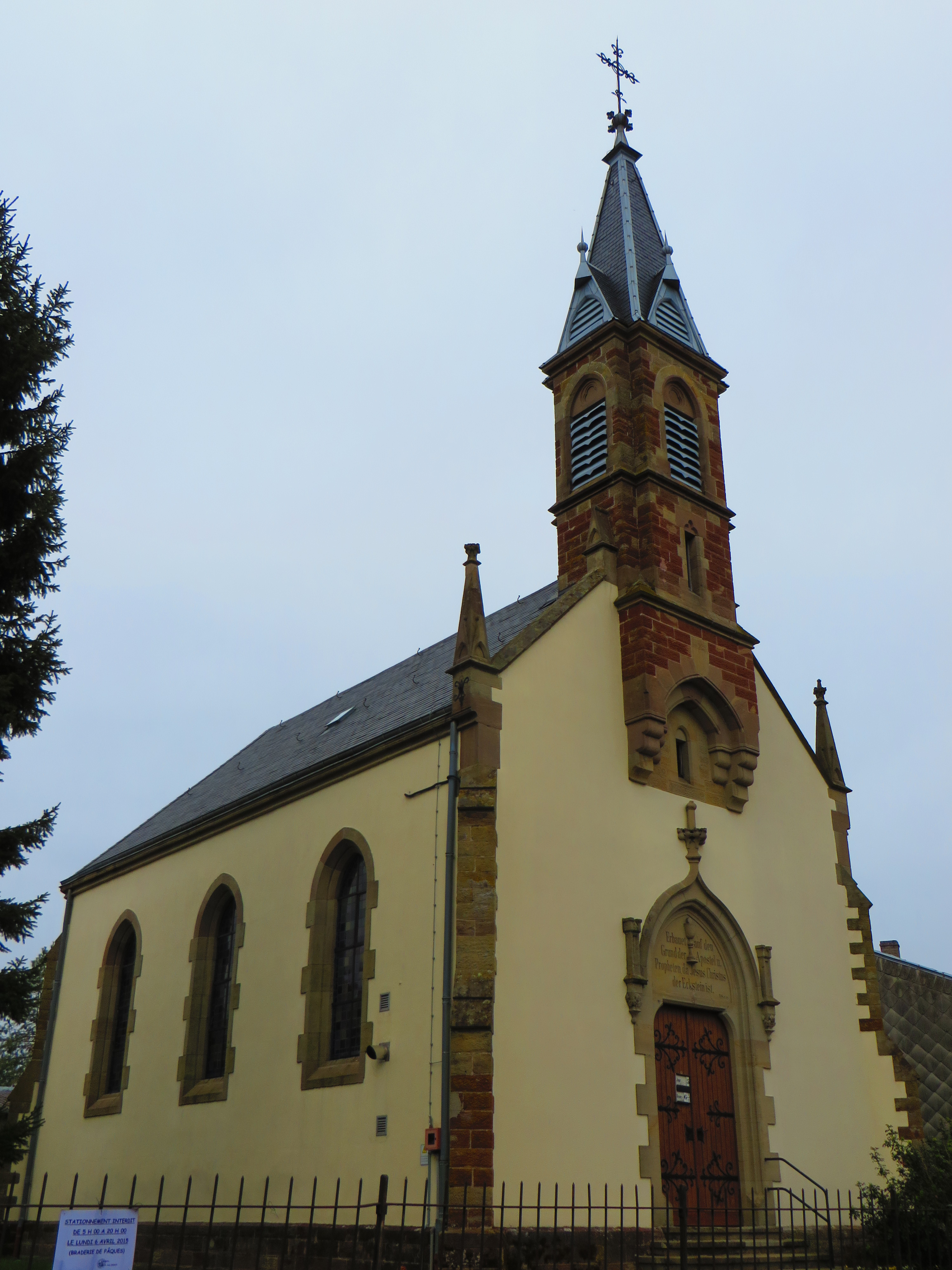
Lutherische Kapelle
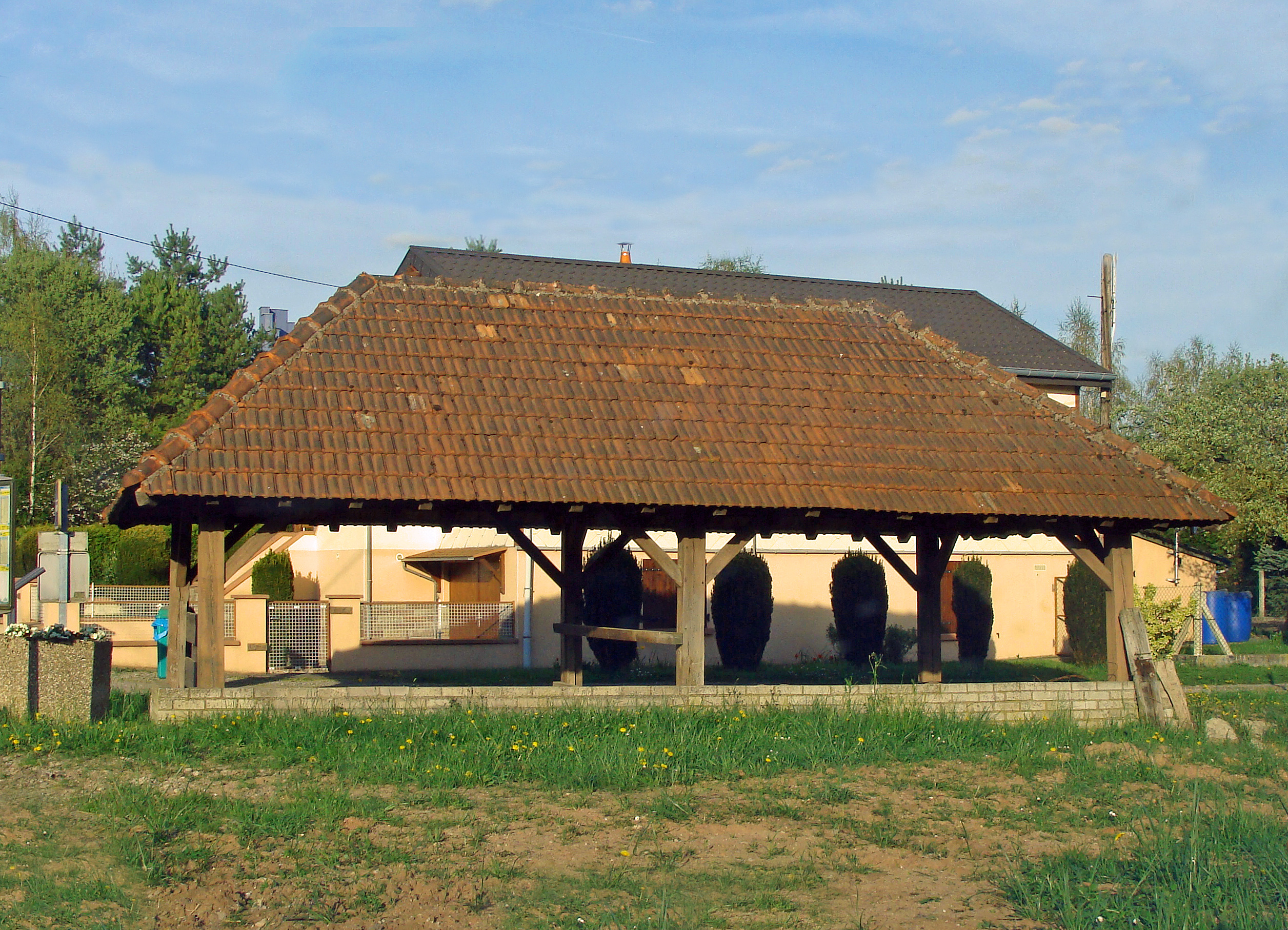
Ehemaliges Waschhaus (Lavoir)

## Persönlichkeiten
- Karl Wilhelm von Heideck (1788–1861), deutscher Landschaftsmaler
- Franz de Schmid (1858–1907), Fabrikbesitzer und Reichstagsabgeordneter
- Marcel Adam (* 1951 in Sarralbe), Chansonnier und Liedermacher
- Philippe Wahl (* 1956 in Sarralbe), Geschäftsführer der französischen Post
- Marie-Jo Thiel (* 1957), römisch-katholische Theologin
- Christopher Baldelli (* 1965 in Sarralbe), Geschäftsführer von RTL Radio Frankreich